# Атаманово
Атама́ново (рос. Атаманово) — село у складі Новокузнецького району Кемеровської області, Росія. Адміністративний центр Центрального сільського поселення.

## Населення
Населення — 2954 особи (2010; 2575 у 2002).
Національний склад (станом на 2002 рік):
- росіяни — 84 %